# Јелен у хералдици
Јелен се у хералдици често среће и то у различитим положајима, од којих неки врло специфични за њега и за јарце и коње.
Неки од положаја јелена су: courant, at gaze, lodged...

## Примери
- Јелен у ходу (stag passant)
- stag trippant
- Јелен у нападу (stag rampant)
- Јелен у скоку (stag springing)
- Јелен у скоку гледа уназад (stag springing reguardant)
- Јелењска глава (stag's head caboshed)
- Јелењски рогови
- Јелењски рогови